# Кузнецовский (Новоаннинский район)
Кузнецовский — хутор в Новоаннинском районе Волгоградской области России. Входит в состав Бочаровского сельского поселения. Население 237 человек (2010).

## География
Расположен в северо-западной части области.  Хутор  разделяется рекой и прудом Назаровский на три квартала.
Уличная сеть состоит из шести географических объектов:
- Квартал: кв-л Промышленный
- Переулок: Луговой пер., Назаровский пер.
- Улицы: ул. Запрудная, ул. Продольная, ул. Чудесная.

Абсолютная высота 99 метров над уровнем моря
.

## Население
| 2010 |
| ---- |
| 237  |

Гендерный состав
По данным Всероссийской переписи населения 2010 года в гендерной структуре населения из человек мужчин — , женщин — (и % соответственно).
Национальный состав
Согласно результатам переписи 2002 года, в национальной структуре населения
русские составляли 89 % из общей численности населения в 266 человек

## Инфраструктура
Развитое сельское хозяйство. Личное подсобное хозяйство.

## Транспорт
Подъездная дорога на федеральную автотрассу «Каспий».
Просёлочные дороги.